# Cilaos
Cilaos – miasto na Reunionie (departament zamorski Francji). Według danych INSEE w 2019 roku liczyło 5623 mieszkańców. 
W tym mieście zanotowano największą ilość opadów deszczu (w ciągu doby) wynoszącą 1870 mm. Było to 15-16 marca 1952 roku.

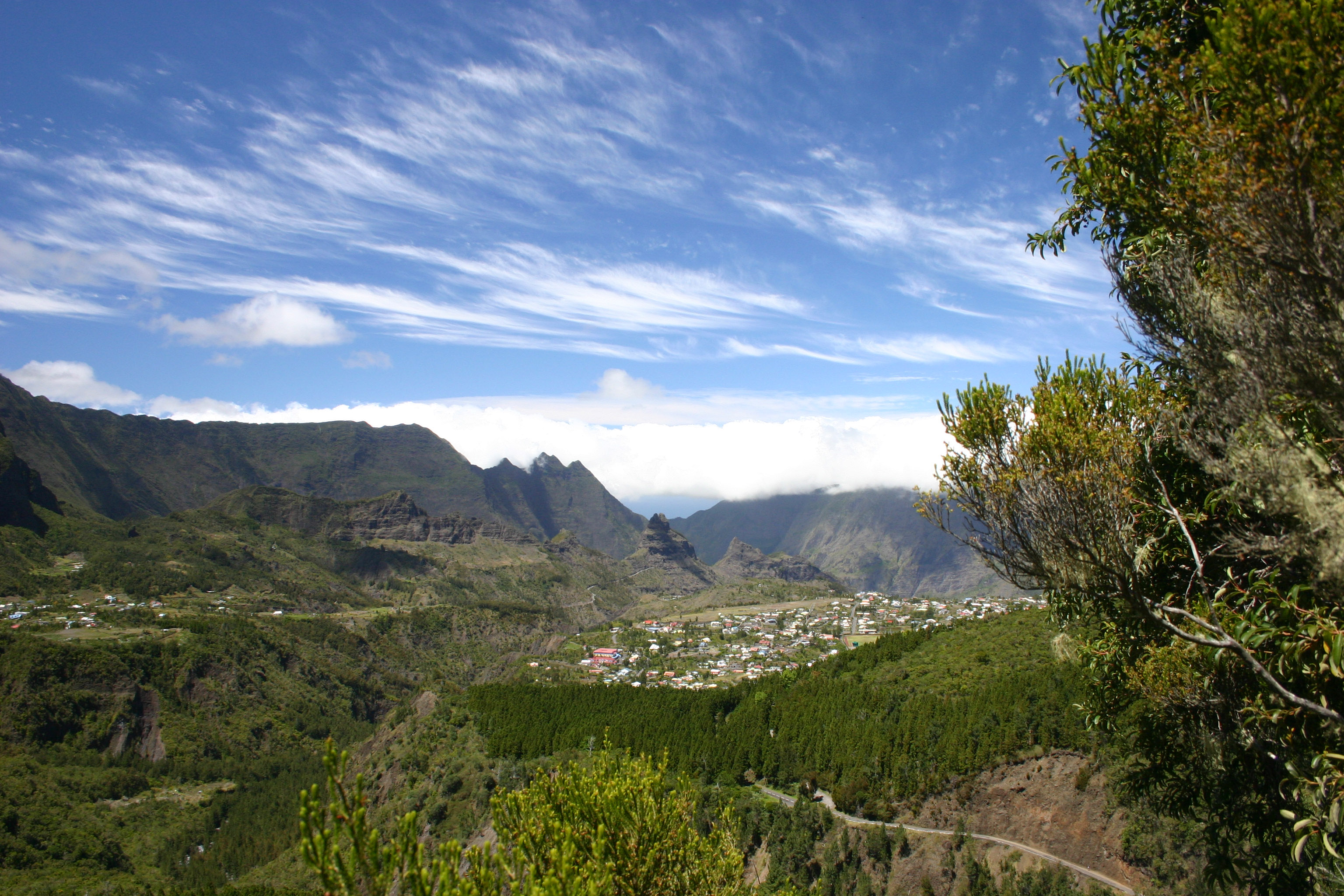
Cilaos, 2007